# Kasztelania lubaczowska
Kasztelania lubaczowska – kasztelania mieszcząca się niegdyś w województwie bełskim, z siedzibą (kasztelem) w Lubaczowie.
Pierwszy kasztelan lubaczowski wzmiankowany był od 1557 r. W hierarchii senatorskiej godność należała do grupy kasztelanów mniejszych (drążkowych). Kasztelan lubaczowski do ustalenia urzędów inflanckich w 1599 r. zajmował w niej ostatnie miejsce.

## Kasztelanowie lubaczowscy
| Imię i nazwisko                   | Okres urzędowania | p.    |
| --------------------------------- | ----------------- | ----- |
| Andrzej Dembowski                 | 1557 – 1558       | [ 2 ] |
| Jan Herburt                       | 1558 – 1564       | [ 3 ] |
| Mikołaj Łysakowski                | 1564 – 1572       | [ 3 ] |
| Sędziwój Drohiczański             | 1572 – 1587       | [ 3 ] |
| Rafał Sieniawski                  | 1588              | [ 3 ] |
| Zygmunt Trzciński                 | 1588 – 1596       | [ 3 ] |
| Wawrzyniec Trzciński              | 1596              | [ 3 ] |
| Grzegorz Sanguszko                | 1597 – 1598       | [ 3 ] |
| Marcin Siemaszko                  | 1598              | [ 3 ] |
| Marcin Łaszcz                     | 1599 – 1604       | [ 3 ] |
| Jerzy Dzieduszycki                | 1604 – 1635       | [ 3 ] |
| Aleksander Wojciech Przedwojewski | 1635 – 1646       | [ 3 ] |
| Aleksander Dzieduszycki           | 1646 – 1653       | [ 3 ] |
| Stanisław Koniecpolski            | 1653 – 1660       | [ 3 ] |
| Remigian Wojakowski               | 1660 – 1661       | [ 3 ] |
| Andrzej Samuel Stadnicki          | 1661 – 1672       | [ 3 ] |
| Wiktoryn Stadnicki                | 1672 – 1678       | [ 3 ] |
| Stanisław Zygmunt Druszkiewicz    | 1678 – 1685       | [ 3 ] |
| Łukasz Prusinowski                | 1685 – 1694       | [ 3 ] |
| Krzysztof Dunin                   | 1694 – 1697       | [ 3 ] |
| Michał Liniewski                  | 1697 – 1709       | [ 3 ] |
| Franciszek Brzuchowski            | 1709 – 1715       | [ 3 ] |
| Stanisław Młodzianowski           | 1715 – 1717       | [ 3 ] |
| Józef Antoni Stadnicki            | 1718 – 1731       | [ 3 ] |
| Stanisław Brześciański            | 1731 – 1735       | [ 3 ] |
| Antoni Radecki                    | 1735 – 1736       | [ 3 ] |
| Jan Stadnicki                     | 1737 – 1738       | [ 3 ] |
| Józef Radecki                     | 1738 – 1740       | [ 3 ] |
| Antoni Tarło                      | 1740 – 1758       | [ 3 ] |
| Marian Potocki                    | 1758 – 1761       | [ 3 ] |
| Marcin Dydyński                   | 1761 – 1782       | [ 3 ] |
| Józef Joachim Komorowski          | 1782 – 1783       | [ 3 ] |
| Wojciech Rzyszczewski             | 1783 – 1786       | [ 3 ] |
| Adam Rzyszczewski                 | 1786 – 1792       | [ 3 ] |
| Mikołaj Ledóchowski               | 1792 – 1794       | [ 3 ] |